# Rudolf Kortokraks

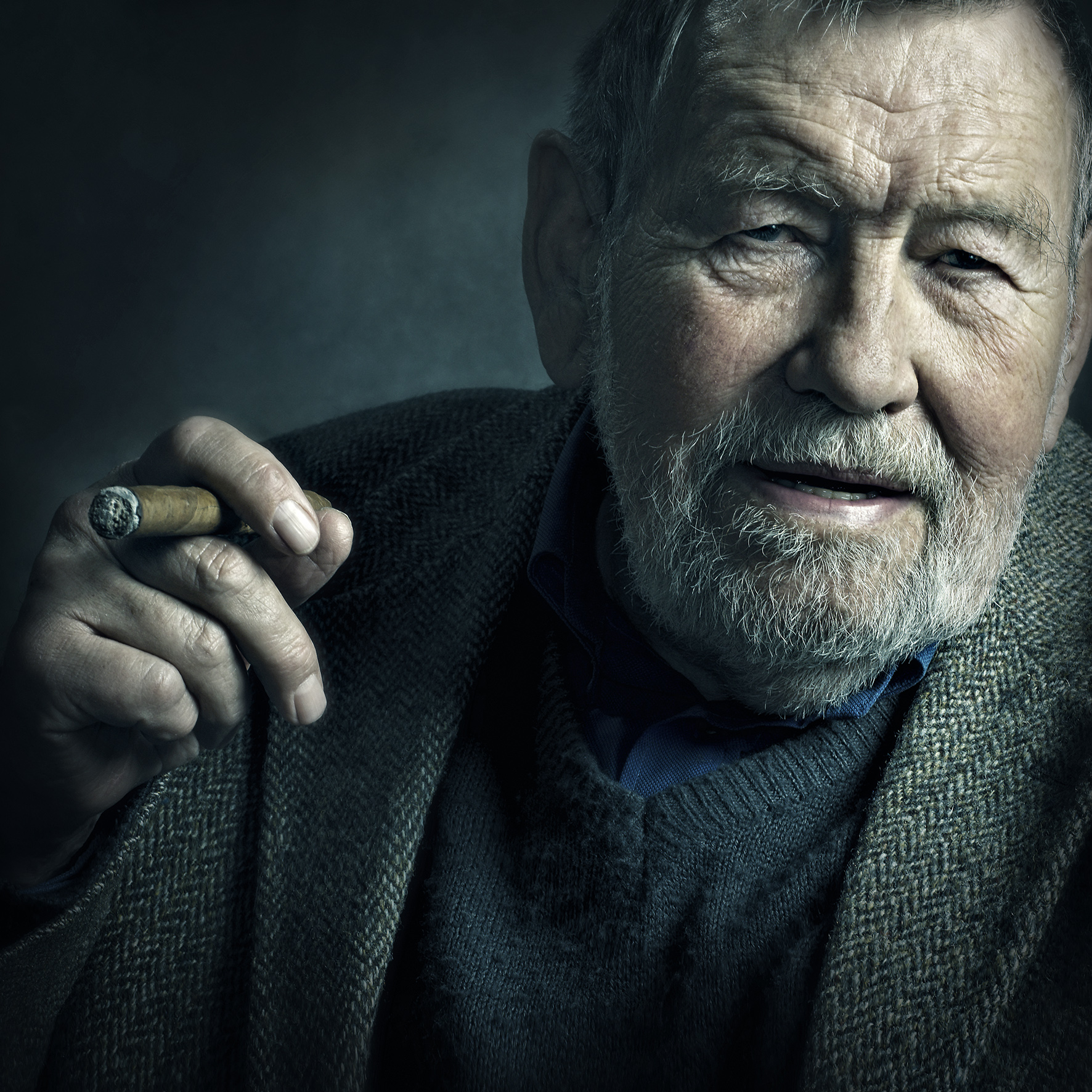
Rudolf Kortokraks

Rudolf Kortokraks (* 8. Juli 1928 in Ludwigshafen am Rhein; † 11. September 2014 in Hallein) war ein deutscher Maler.

## Leben

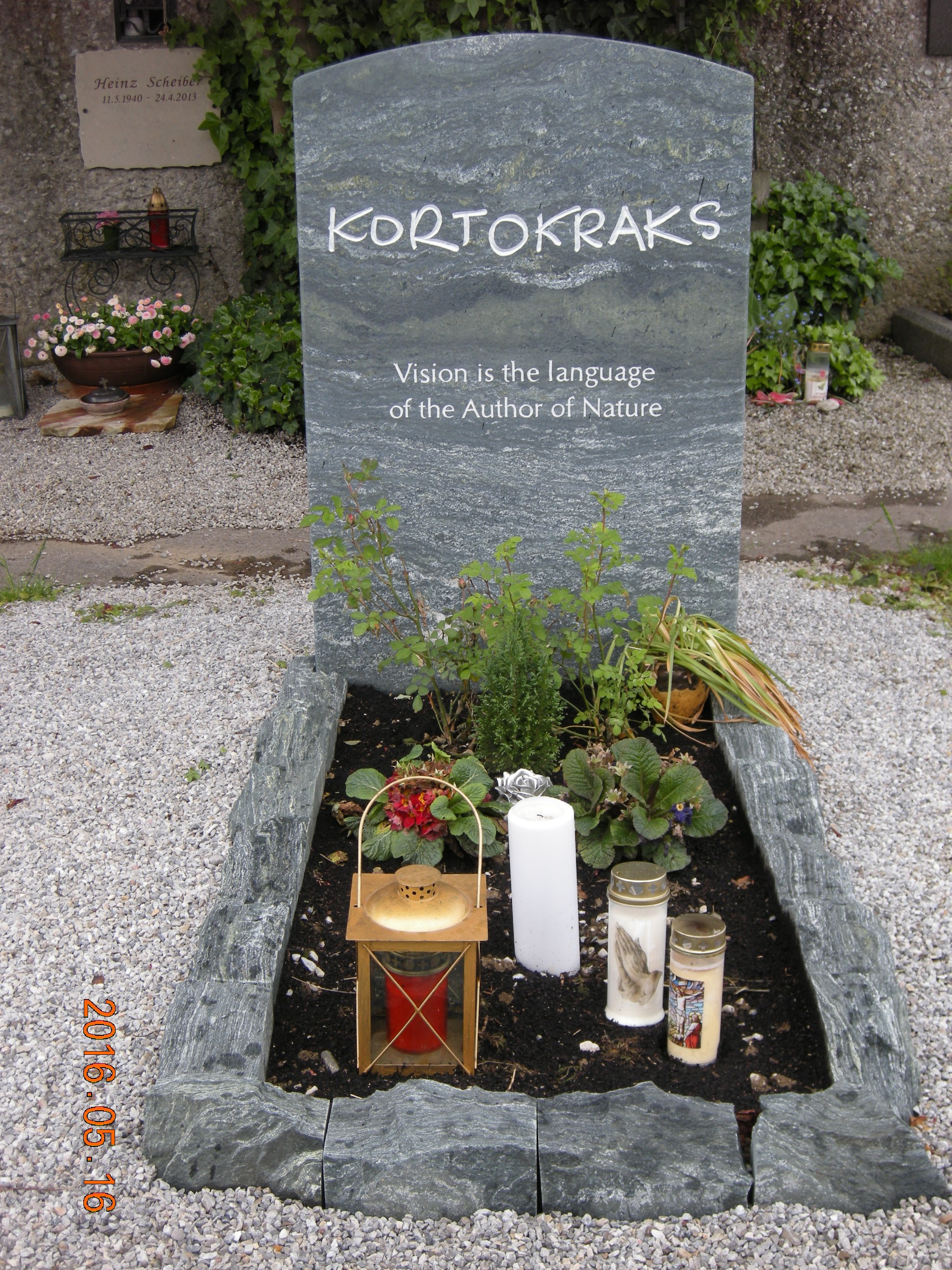
Grab von Rudolf Kortokraks

Kortokraks stammte aus bescheidenen Verhältnissen. Der Vater war Arbeiter, die Mutter Verkäuferin – beide überzeugte Kommunisten. Nach der „Machtergreifung“ Hitlers musste der Vater zeitweilig untertauchen, die Mutter ging mit dem Jungen an der Hand kilometerweit zu Veranstaltungen mit subversiven Flugblättern unter ihrem Mantel.
Als 14-Jähriger besuchte Kortokraks eine Kunstschule in Graz, nach dem Krieg kam er zurück in die Pfalz und studierte ab 1946 an der Freien Kunstakademie in Mannheim u. a. bei Paul Berger-Bergner. 1954 ging er nach Paris. Später leitete er in der Nähe von Rom eine eigene „Schule des Sehens“, unterrichtete in England an einigen Kunstschulen und war auch Gast in der Künstlerkolonie Worpswede.
1954 kam er erstmals nach Salzburg und wurde Oskar Kokoschkas Assistent an der „Schule des Sehens“ im Rahmen der Internationalen Sommerakademie für Bildende Kunst, später wurde er Leiter des Seminars „Schule des Sehens“ in Salzburg.
Stilistisch ist Kortokraks lebenslang einem realistischen Malstil verbunden geblieben. Blumenstillleben, Landschaften, Städte und Gesichter in Pastelltechnik sind charakteristisch für seine Kunst. Zu Kortokraks 80. Geburtstag fand in Salzburg eine große Personalausstellung statt.
2013 erhielt er den Kunstpreis der Ike-und-Berthold-Roland-Stiftung.
Er wohnte in Salzburg und England. Die Verabschiedung des Künstlers fand am 17. September 2014 in Kuchl statt.